# Colonnes de Buren
Les Deux Plateaux, communément appelés les « colonnes de Buren », est une œuvre d'art de Daniel Buren réalisée avec l'aide de Patrick Bouchain dans la cour d'honneur du Palais-Royal à Paris, en France, aux abords immédiats du ministère de la Culture, du Conseil d'État et de la Comédie-Française.
Le jardin du Palais-Royal est classé monument historique depuis 1920 et l'ensemble du domaine, comprenant Les Deux Plateaux, en 1994.

## L’œuvre

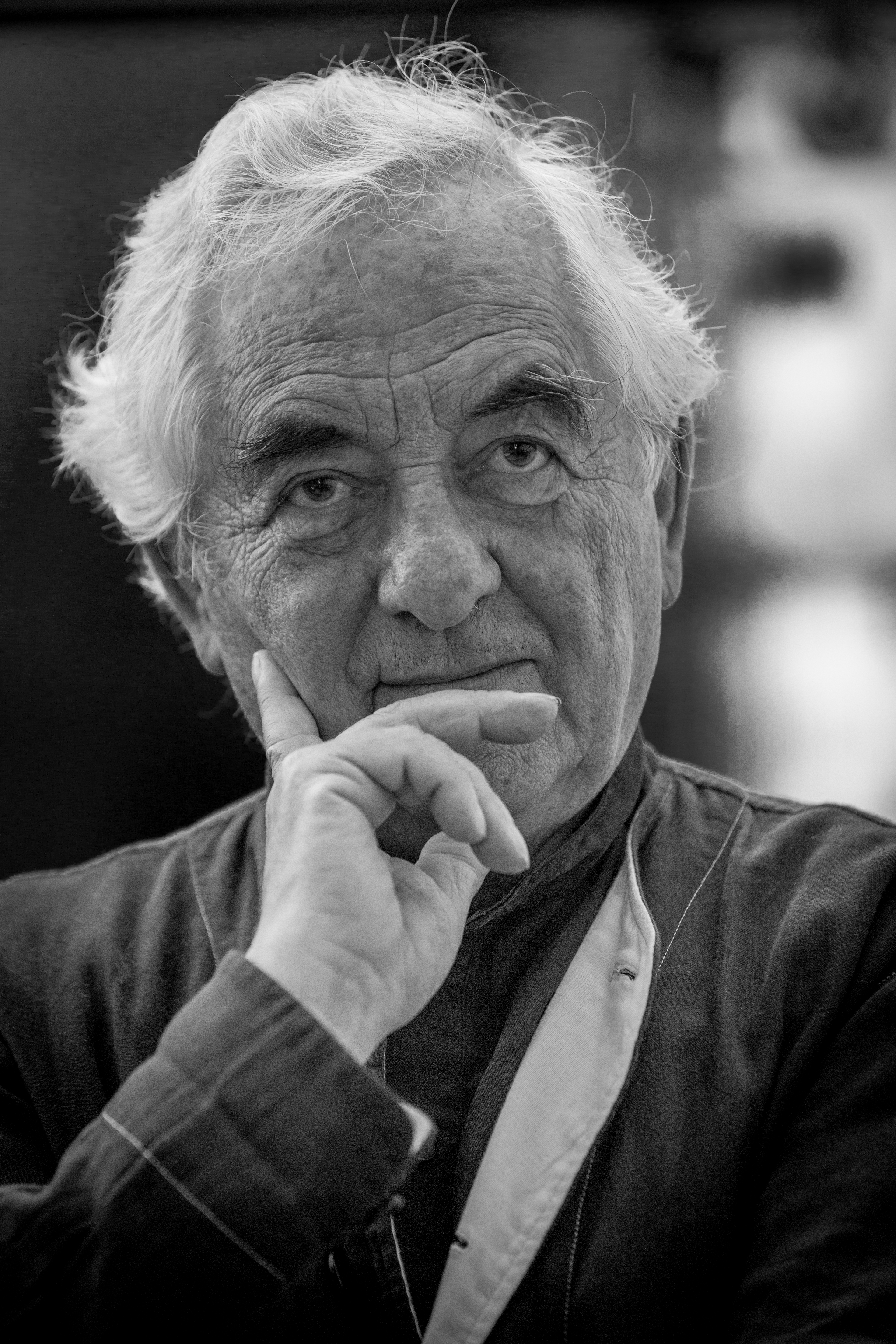
Daniel Buren en 2014.

En lieu et place de ce qui servait de parking pour les institutions attenantes, Daniel Buren a conçu une œuvre au caractère volontairement urbain (asphalte et caillebotis en acier…), que le public investirait librement — ce qui s’est effectivement produit, donnant un contraste avec la solennité du lieu qui abrite le Conseil constitutionnel et le ministère de la Culture, où le public se comporte comme des enfants en escaladant des colonnes. 
L'œuvre, qui occupe 3 000 m2 de la cour, est constituée d'un maillage de 13 x 20 = 260 colonnes tronquées (que Buren appelle cylindres et qui sont en fait de section octogonale) de marbre blanc aux rayures blanches et noires d'une largeur unique de 8,7 cm. Les cylindres sont introduits dans cet espace, de façon dynamique, avec trois hauteurs  variant de 8,7 à 62 cm. Daniel Buren entendait réduire le geste de l'artiste à une intervention minimum en présentant des toiles rayées, tissu standard communément employé pour les stores qu'il achetait dans sa jeunesse au marché Saint-Pierre à Montmartre.
L'installation est faite en marbre de Carrare et en marbre blanc et noir des Pyrénées, qui sont considérés comme les matériaux les plus nobles de la sculpture (utilisés par exemple par Michel-Ange dans la chapelle Sixtine, ou par Rodin) et sont une référence à la statuaire antique. La façon dont sont disposées les colonnes forme une sorte de damier : peut-être est-ce une référence au jeu. Elles sont toutes alignées : là encore, une référence à l'architecture classique du lieu, d'inspiration antique. Les colonnes sont dans des tranchées en référence à l'histoire du lieu, qui fut auparavant, en 1899, transformé en une usine électrique semi-enterrée et dans le but de révéler le sous-sol.
L'aménagement des Deux Plateaux est réglé selon plusieurs axes : la distribution des colonnes de la galerie d'Orléans détermine le traçage au sol (le quadrillage du sol de 319 cm de côté, matérialisé dans le sens perpendiculaire à la galerie, correspond à l'entraxe des colonnes de 319 cm) ; la circonférence et l'entraxe des colonnes du Palais-Royal décident de la hauteur et de l'espacement des cylindres ; la répétition des bandes et des cylindres établit une unité et une structuration de ce vaste ensemble par des correspondances rythmiques ; la volonté de placer le promeneur dans une position intermédiaire entre deux plateaux, promettant de la sorte une lecture plurielle du lieu.
L'œuvre  est conçue comme un ouvrage en deux plans : le premier « plateau » au niveau de la cour est formé par les sommets alignés des colonnes implantées dans l’espace central ; le second « plateau » en sous-sol est constitué de trois tranchées creusées dans lesquelles des colonnes de hauteur égale ont été placées. Leur enfoncement progressif montre la pente du sous-sol sur lequel circule à l'origine un plan d'eau reflétant visuellement et de façon sonore le niveau supérieur. Sous cette construction, on entend l'eau qui coule : Buren donne ainsi une autre perception du lieu, une perception sensitive. Les deux plateaux changent de physionomie la nuit grâce à l'éclairage : à l'intersection de chaque bande du maillage est installé un clou luminescent rouge ou vert. Les tranchées sont illuminées par des diodes bleues placées sous la grille.

## Histoire

### Le projet
L'installation répond à une commande publique pour l'aménagement de la Cour d'Honneur du Palais-Royal à Paris lancée par le Ministère de la Culture en 1983 sous l’impulsion du Président de la République François Mitterrand. Le ministre de la Culture, Jack Lang, est excédé par le spectacle des voitures transformant en parking sale et mal agencé la partie sud du Palais-Royal, pourtant l'un des plus beaux sites de Paris. Il imagine de faire d'une pierre deux coups : interdire l'accès aux voitures en installant à la place une œuvre d'art. Il se tourne vers Claude Mollard, président du Centre national des arts plastiques pour passer commande auprès de différents artistes. Mollard sélectionne trois  projets (maquettes de Guy de Rougemont, Pierre Paulin et Daniel Buren) qui sont présentés au mois de juillet 1985 à François Mitterrand qui choisit Les Deux Plateaux de Daniel Buren. Ce projet repose sur deux principes selon Buren : « Le premier consiste à ne pas ériger de sculpture au milieu de cette Cour d'Honneur comme la tradition le voudrait, mais de révéler le sous-sol. Le second vise à inscrire le projet dans la composition architecturale du Palais-Royal qui est essentiellement linéaire, répétitive et tramée. De la conjonction de ces deux principes, c'est-à-dire de tous les possibles de l'un et de l'autre, sans jamais toutefois qu'ils ne se contredisent ni ne s'annulent, émerge l'œuvre monumentale projetée ».

### L'affaire des colonnes de Buren
En juillet 1985, l'annonce a peu d'impact médiatique. Lorsque Jack Lang consulte la Commission supérieure des monuments historiques, celle-ci se prononce le 14 octobre 1985 contre le projet qu'elle juge « trop moderne et hautement intellectuel ». Le ministre décide de passer outre. En décembre 1985, débute la construction et l'exposition d'une maquette du projet déclenche l'affaire des colonnes de Buren. Une association des amis du patrimoine qui compte Claude Lévi-Strauss, Jacques Soustelle, Henri Troyat, Michel Déon écrit au président de la République pour protéger la beauté du site. Bernard-Henri Lévy défend au contraire le projet de Daniel Buren.
Le projet, achevé en 1986, provoque en effet de nombreuses polémiques à tout niveau, en particulier médiatiques, avec la publication de près de 225 articles dans 45 journaux ou revues, le journal Le Figaro étant en première ligne, titrant une « moderne bataille d'Hernani » le 15 mai 1986. Il a fait l'objet de plusieurs questions lors des séances au Parlement, de nombreux recours en justice, de la création d'associations de défense et de quelques pétitions (dont celle, négative, des membres du Conseil d'État en janvier 1986 et celle, positive, émanant du milieu artistique, en avril 1986). 
Ainsi, le 15 janvier 1986, quatre habitants d'immeubles riverains du Palais-Royal et la société pour la protection des paysages et de l'esthétique de la France saisissent le tribunal de Paris pour faire arrêter les travaux. Le 28 janvier 1986, des agents de la Ville de Paris dressent un procès-verbal de contravention aux règles imposant une déclaration préalable pour l'ouverture du chantier. Le 29 janvier 1986, Jacques Chirac, alors maire de Paris transmet ce procès-verbal au procureur de la République. Il demande à ce dernier d'engager des poursuites contre le conservateur régional des Monuments historiques et l'architecte en chef des Bâtiments civils et des palais nationaux. Le 5 février, le maire demande au préfet de police le concours des forces de police pour procéder à l'apposition de scellés sur le site et à la saisie du matériel de chantier. Le 20 février 1986, le tribunal administratif prononce le sursis à exécution des travaux pour non-respect de la procédure. Jack Lang relève appel de ce jugement et dépose la déclaration de travaux à la mairie mais le jugement administratif en faveur des riverains est confirmé par le Conseil d'État le 12 mars 1986. À la suite des élections législatives françaises de mars 1986, François Léotard remplace Jack Lang au ministère de la Culture et étudie l'hypothèse d'une destruction des travaux en cours. Il en conclut que le coût de démolition des colonnes de Buren serait du même ordre que celui de leur édification. Le 2 mai, Daniel Buren assigne en référé le ministre au tribunal de grande instance sur le sujet du droit moral de l'artiste sur son œuvre et François Léotard cède sur cet argument, ordonnant trois jours plus tard l'achèvement des travaux. L’œuvre, dont le coût s’élève à 9 millions de francs, est finalement dévoilée au grand public le 30 juillet 1986 mais les recours juridiques prennent fin seulement en décembre 1992.

## Autre histoire plus récente

### Rénovation et polémique

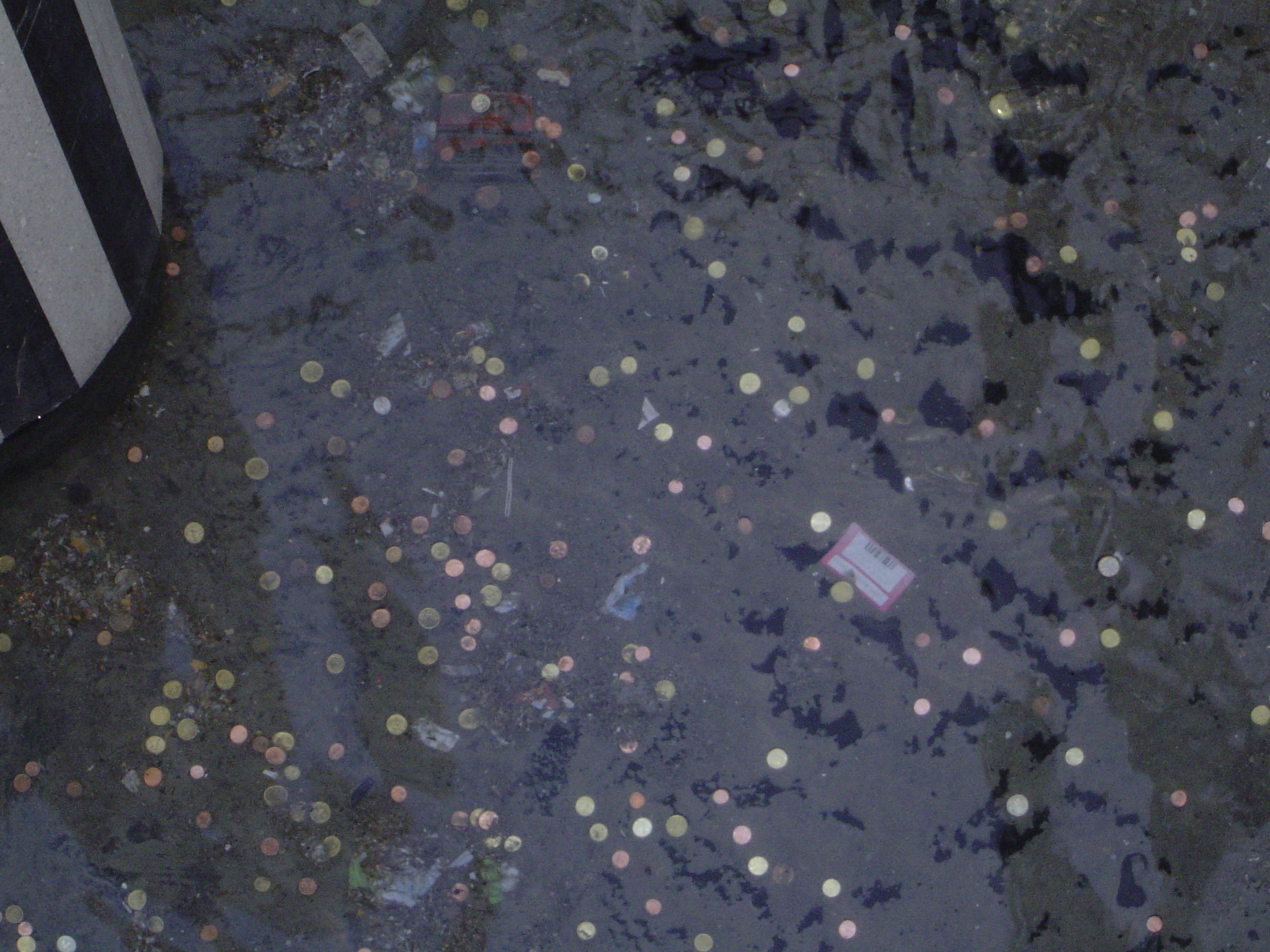
Rituel du lancer de pièces de monnaie sur la colonne centrale de la fontaine souterraine.

Le budget ayant été rogné lors de la construction de l'œuvre, une chape de béton de moins bonne qualité a été posée, négligeant notamment son étanchéité, si bien que de l'eau s'est infiltrée dans les sous-sols, où la Comédie-Française dispose de locaux. L'installation s'est également dégradée en raison de sa grande fréquentation, notamment par les skaters.
L'alimentation du plan d'eau a cessé de fonctionner en 2000, entraînant entre autres un salissement de la partie souterraine.
En décembre 2007, le sculpteur manifeste son indignation face au délabrement de son œuvre, qui constitue une atteinte au droit moral de l'auteur, et envisage de demander sa destruction, si des restaurations ne sont pas effectuées rapidement,. 
L'artiste confiait à l'AFP : « C'est une forme de vandalisme, mais c'est du vandalisme d'État ». De plus, il s'indigne de l'état dégradé de l'installation : « il n'y a plus d'eau depuis huit ans » et « C'est un bail pour une pièce qui repose au moins à 50 % sur son côté fontaine. Il n'y a plus d'électricité non plus. » La rénovation pose plusieurs problèmes, notamment au niveau de l'étanchéité du plateau, du fait que trois salles de répétition de la Comédie-Française sont en construction juste en dessous.
Le coût de la restauration est estimé à 3,2 millions d'euros (coût final 5,8 millions) pour les colonnes seules, et doit entrer dans un plan plus large de travaux du Palais-Royal de 14 millions d'euros sur la période 2007-2011 mais qui est alors non budgétisé,.
Après les Journées du patrimoine de septembre 2008, une œuvre éphémère de l'artiste intitulée Les Couleurs du chantier sert de palissade de chantier en interdisant au public l'accès aux colonnes. Cette palissade de couleur rouge possède des ouvertures permettant de suivre l'avancée des travaux de rénovation. Pour rappeler les colonnes, l'encadrement des ouvertures est orné de rayures noires et blanches. L'artiste déclare : « J'ai dessiné une palissade spécifique pour protéger le chantier et pour permettre également aux « grands » et aux « plus petits » (les enfants), de suivre ce qui allait se passer à l'intérieur. Bien que cette palissade soit a priori une obligation et qu'elle soit donc conforme aux lois en vigueur, elle sera également ici et pour l'occasion, une œuvre spécifique, une sorte de sculpture, dont je suis modestement l'auteur ».
La ré-inauguration officielle a eu lieu le 8 janvier 2010, par le ministre de la Culture Frédéric Mitterrand.
La colonne centrale de la fontaine souterraine est utilisée par les touristes pour jeter des pièces de monnaie (le folklore voulant que si leur pièce atteint et se pose sur le sommet de la colonne, leur vœu le plus cher est exaucé), reprenant ainsi la coutume née à la Fontaine de Trevi à Rome.

### Dans la culture populaire
- Les Inconnus font référence à Buren et aux Colonnes de Buren dans leur sketch « La set (peinture - sculpture) » de 1991[20].

### Émission sur cette affaire
- Les deux plateaux de Daniel Buren : 260 Colonnes à la Une diffusée le 13 mai 2015 sur France Inter.

## Travaux universitaires
Aurélie Malbranche sous la direction de Christian Delporte, Les colonnes de Daniel Buren au Palais-Royal : histoire d’une polémique, 1985-1992, mémoire de maîtrise en histoire culturelle des sociétés contemporaines, université de Versailles-Saint-Quentin-en-Yvelines, 2003.
Un autre ouvrage réalisé par Nathalie Heinich a été fait sur le sujet : L'Art contemporain exposé aux rejets parut chez Jacqueline Chambon en 1998.